# Drzwi Raju

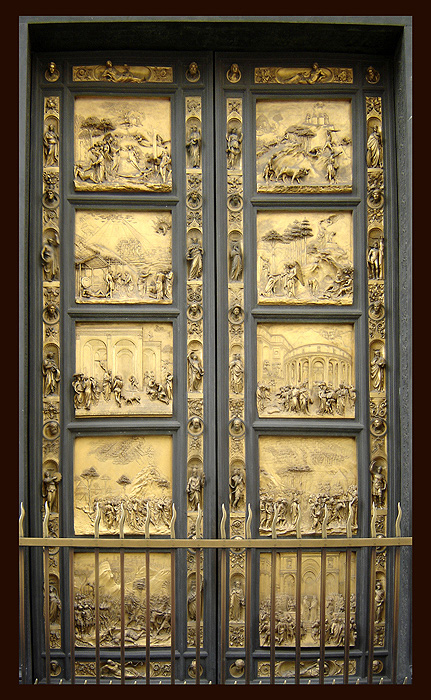
Drzwi Raju

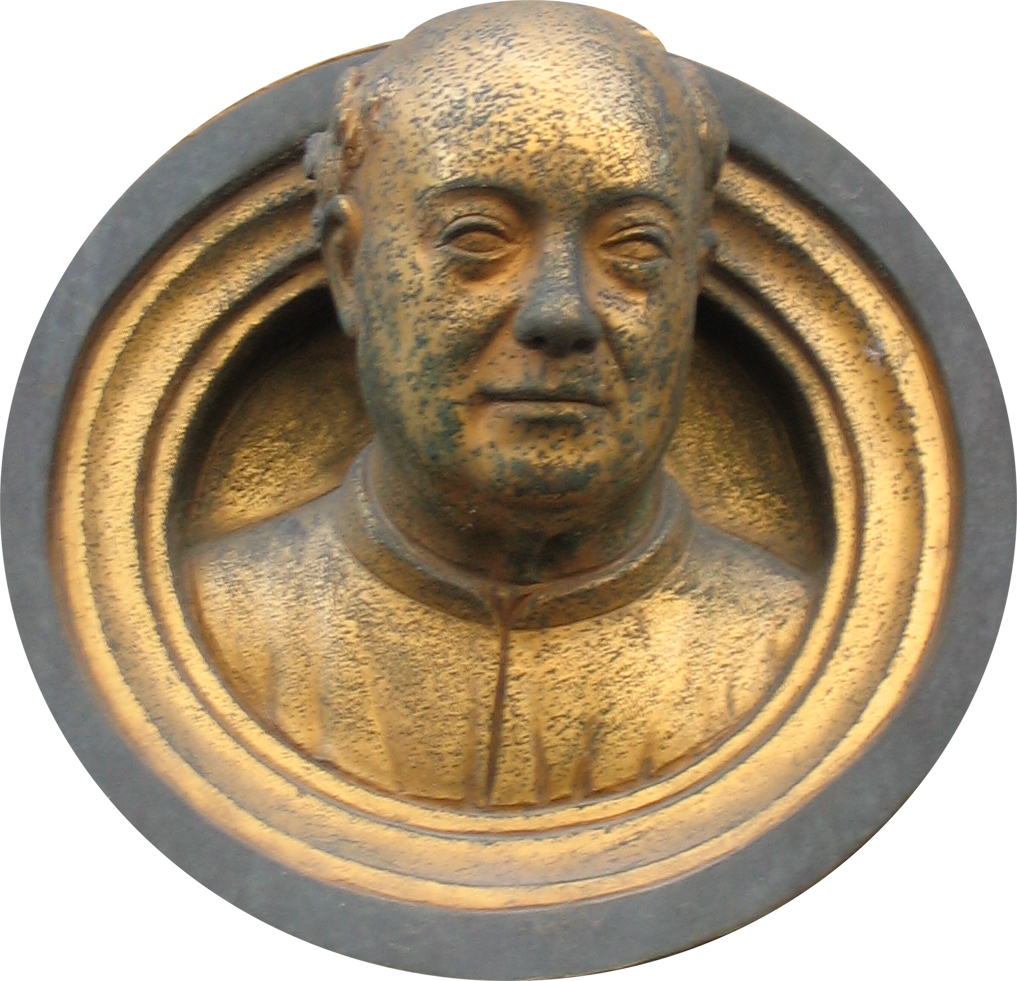
Autoportret twórcy, kopia

Drzwi Raju (wł. Porta del Paradiso) – dzieło Lorenzo Ghibertiego, powstałe w latach 1425–1450, umieszczone po wschodniej stronie Baptysterium San Giovanni we Florencji. Nazwa Drzwi Raju została nadana im przez Michała Anioła. Wykonane są z brązu i pozłacane. Skrzydła podzielone zostały na 10 kwater (5 na każdym), w których artysta umieścił płaskorzeźby przedstawiające sceny ze Starego Testamentu. W większości przypadków są to dwa lub trzy wydarzenia (kompozycja symultaniczna). Każde ze skrzydeł okolone jest ponadto bordiurą udekorowaną postaciami biblijnymi oraz wizerunkami artystów żyjących w czasach twórcy. Wśród nich Lorenzo Ghiberti umieścił też swój autoportret oraz portret swojego syna – Vittorio.
Pierwotnie drzwi ze scenami starotestamentowymi miały znajdować się po stronie północnej baptysterium. Po wykonaniu wzbudziły jednak takie uznanie, że postanowiono zakłócić porządek ikonograficzny i przenieść je na stronę wschodnią, na miejsce drzwi ze scenami z życia Jana Chrzciciela, naprzeciwko głównego wejścia do katedry.
Drzwi przez stulecia pokryły się czarną warstwą patyny. Zdjęto je w celu przeprowadzenia restauracji, a w wejściu umieszczono wierną kopię. Obecnie oryginał znajduje się w Museo dell’Opera del Duomo.

## Sceny kwater
| Adam i Ewa Stworzenie Adama Stworzenie Ewy Grzech pierworodny Wypędzenie z Raju                                                                                         |       | Kain i Abel Praca pierwszych ludzi Składanie ofiary przez Kaina i Abla Kain zabija Abla Bóg oskarża Kaina   |
| Noe Noe i jego bliscy składają ofiarę Pijaństwo Noego |       | Abraham Ukazanie się Aniołów Abrahamowi Ofiarowanie Izaaka                                                  |
| Ezaw i Jakub Narodziny Ezawa i Jakuba, Odsprzedanie pierworództwa przez Ezawa, Izaak wysyła Ezawa na polowanie, Polowanie Ezawa, Rebeka poucza Jakuba, Oszukanie Izaaka |       | Józef Józef sprzedany do niewoli Znalezienie srebrnego kubka w worku Beniamina Józef rozpoznany przez braci |
| Mojżesz Mojżesz otrzymuje na Synaju Tablice Praw |       | Jozue Lud Izraela nad Jordanem Podbój Jerycha                                                               |
| Dawid Walka z Filistynami Zabicie Goliata | kopia | Salomon i królowa Saby Królowa Saby przed Salomonem                                                         |